# Erik Jelde
Erik Jelde, auch Eric Jelde, (* 1. Mai 1894 in Berlin; † Dezember 1982) war ein deutscher Schauspieler, Kapellmeister, Sänger, Regisseur, Hörspiel- und Synchronsprecher.

## Leben
Erik Jelde fand nach einem Musikstudium und Klavierunterricht zunächst Arbeit als Kapellmeister. Dann trat er auch als Sänger auf. Nachdem er auch Schauspielunterricht erhalten hatte, ging er nach München, wo Jelde seinen Einstand an der Bühne geben sollte. Erst im Dritten Reich sollte er regelmäßig Festengagements erhalten, blieb jedoch dem klassischen Sprechtheater zunächst fern. 1937/1938 war er als Schauspieler, Spielleiter und Sänger an der Operette von Nordhausen sowie als Schauspieler am Berliner Prater nachweisbar. In der darauffolgenden Spielzeit wechselte er (als Sänger und Regisseur) an die Oper/Operette von Plauen. Dort blieb er bis zur von Joseph Goebbels angeordneten Schließung aller deutschen Bühnen im Spätsommer 1944. Bei Kriegsende floh er in den Westen und fand von 1945 bis 1948 eine Anstellung am Stadttheater Nürnberg-Fürth. Auch dort blieb der mit einer äußerst sonoren Stimme ausgestattete Künstler dem Schauspiel zunächst fern und wurde ausschließlich im Bereich Oper/Operette eingesetzt.
Dank seiner kräftigen, unverkennbaren Stimme war Erik Jelde für die Synchronarbeit prädestiniert und seit 1949 als Synchronsprecher tätig. In den 1950er Jahren synchronisierte er Filme, wie beispielsweise Dick und Doof auf hoher See, Urteil von Nürnberg oder Eins, zwei, drei. Häufig lieh er seine Stimme dem britischen Charakterdarsteller Harry Andrews. Erik Jelde war auch in der Zeichentrickserie Heidi als Großvater zu hören. Des Weiteren wirkte er auch in Hörspielen mit, wie zum Beispiel in der BR-Produktion von Dickie Dick Dickens (als Opa Crackle). Auch in der einzigen Paul-Temple-Produktion des BR wirkte er mit, nämlich 1959 als Inspektor Vosper in Paul Temple und der Conrad-Fall.
Jelde hatte einen Sohn und zwei Töchter.

## Filmografie (Auswahl)
- 1951: Entscheidung vor Morgengrauen
- 1960: Im weißen Rößl
- 1961: Zu viele Köche
- 1961: Frage Sieben
- 1962: Die Höhlenkinder
- 1964: Vorsicht Mister Dodd
- 1969: Hannibal Brooks
- 1974: Mordkommission
- 1974: Wir pfeifen auf den Gurkenkönig
- 1975: Das Haus der Krokodile
- 1977: Britta
- 1979: David

## Synchronrollen (Auswahl)

### Filme
- 1946: Harry Carey in Duell in der Sonne als Lem Smoot
- 1949: Richard Cramer in Dick und Doof auf hoher See als Nick Grainger
- 1959: Charles Vanel in Wolgaschiffer als Ossip Semjonowitsch
- 1961: Howard St. John in Eins, zwei, drei als Hazeltine
- 1961: Ray Teal in Urteil von Nürnberg als Curtis Ives
- 1965: Robert Dalban in Fantomas gegen Interpol als Zeitungs-Verleger
- 1966: Mario Brega in Für ein paar Dollar mehr als Nino
- 1966: Jacques Monod in Die Schatzinsel als Kapitän Alexander Smollet
- 1966: Robert Terry in Die Mörder stehen Schlange als Dr. Rogas
- 1968: Orson Welles in Stunde der Wahrheit als Mr. Charles Clay
- 1968: Lionel Jeffries in Tschitti Tschitti Bäng Bäng als Opa Potts
- 1969: Charles Moulin in Die Lederstrumpferzählungen als Tom Hutter
- 1969: Keenan Wynn in Mackenna’s Gold als Sanchez
- 1970: Martin Ljung in Pippi in Taka-Tuka-Land als Messer-Jocke
- 1973: Harry Andrews in Theater des Grauens als Trevor Dickman
- 1973: Robert Shaw in Sindbads gefährliche Abenteuer als Orakel
- 1973: Charles Laughton in Das Gespenst von Canterville als Sir Simon de Canterville
- 1974: Dub Taylor in Die letzten beißen die Hunde als Tankwart
- 1975: John Huston in Der Wind und der Löwe als Außenminister John Hay
- 1976: André Morell in Mohammed – Der Gesandte Gottes als Abū Tālib ibn ʿAbd al-Muttalib
- 1978: Fraser Kerr in Der Herr der Ringe als Saruman

### Serien
- 1966–1967: Andy Devine in Flipper als Hap Gorman
- 1966–1969: Ivor Dean in Simon Templar als Inspektor Teal
- 1967–1968: Leo G. Carroll in Solo für O.N.C.E.L. als Alexander Waverly
- 1971: Jacques Monod in Quentin Durward als Kardinal La Balue
- 1974: in Wickie und die starken Männer als Leutnant Yarte
- 1977: Kohei Miyauchi in Heidi als Alm-Öhi

## Hörspiele (Auswahl)
- 1959/60: Francis Durbridge: Paul Temple und der Conrad-Fall (8 Teile) (Inspektor Vosper) – Regie: Willy Purucker (Original-Hörspiel – BR)
- 1975: Peter Ustinov: Das Leben in meiner Hand – Regie: Ferry Bauer (Hörspielbearbeitung – ORF Oberösterreich)

## Einzelnachweis
1. ↑  lt. Theaterarchiv Kay Weniger

| Personendaten    | Personendaten              |
| ---------------- | -------------------------- |
| NAME             | Jelde, Erik                |
| ALTERNATIVNAMEN  | Jelde, Eric                |
| KURZBESCHREIBUNG | deutscher Synchronsprecher |
| GEBURTSDATUM     | 1. Mai 1894                |
| GEBURTSORT       | Berlin                     |
| STERBEDATUM      | Dezember 1982              |